# John Hackett (militair)

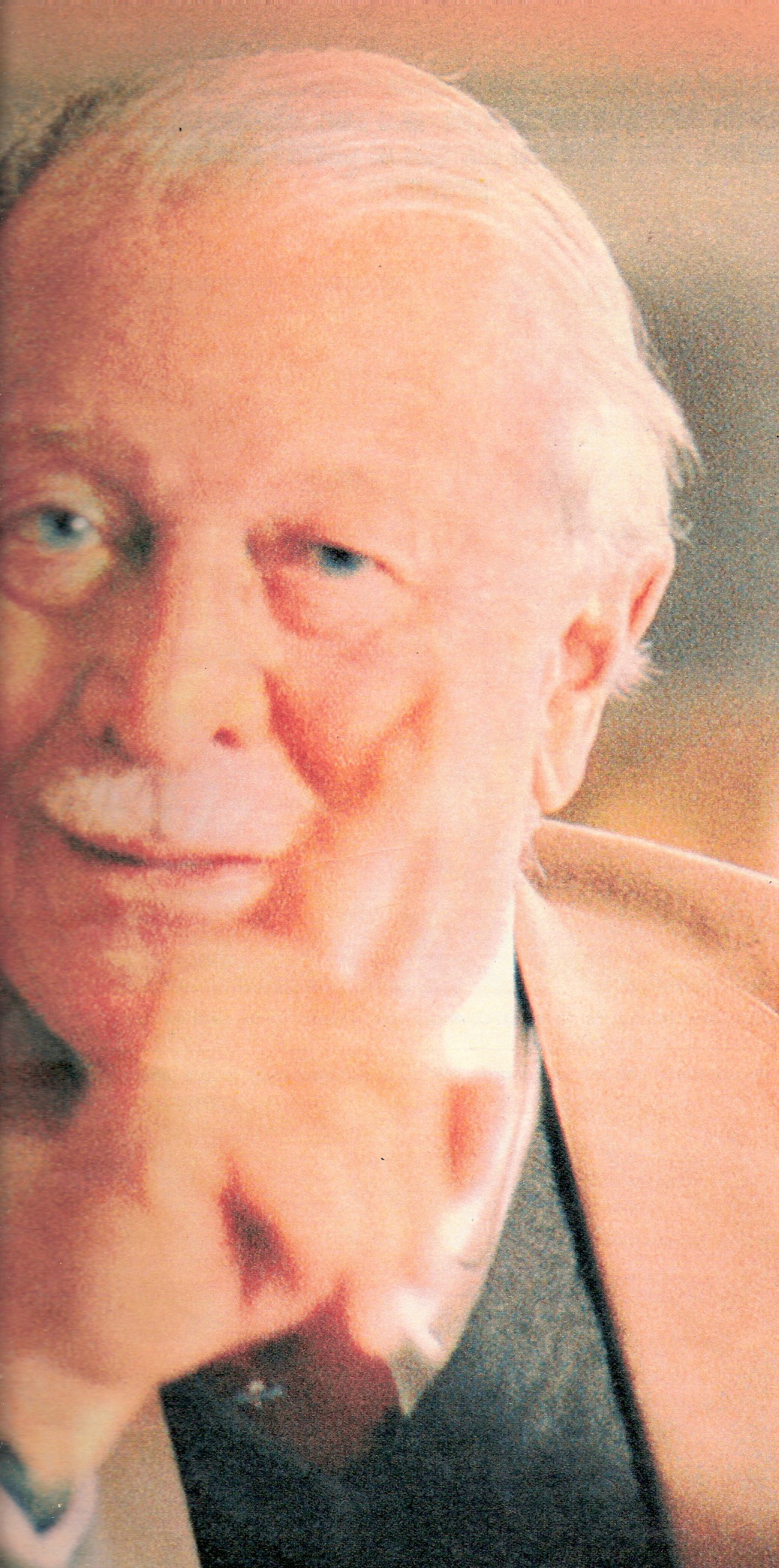
John Hackett in 1982

John Winthrop Hackett GCB, CBE, DSO (2), MC (Perth, 5 november 1910 - Cheltenham, 9 september 1997) was een militair die onder meer tijdens Operation Market Garden in de Tweede Wereldoorlog het commando had over de 4de Britse parachutistenbrigade.

## Afkomst
Zijn grootvader John Winthrop Hackett was dominee in Ierland. Zijn vader John Winthrop Hackett (1848-1916) studeerde op Trinity College, hij emigreerde in 1875 naar Australië en werd politicus en eigenaar van enkele kranten. Zijn echtgenote, Lady Deborah Hackett, was directeur van enkele mijnen.

## Militair
Generaal Hackett werd Shan genoemd. Hij had in Victoria op school gezeten, studeerde in Londen schilderkunst en vervolgens geschiedenis aan de Universiteit van Oxford. De resultaten van zijn studie waren matig, niet voldoende om een carrière mee op te bouwen. Hij ging het leger in. In 1933 werd hij ingedeeld bij de Ierse Huzaren (8th King's Royal Irish Hussars).

### Midden-Oosten 1936-1941
Hij diende in het Mandaatgebied Palestina en kreeg een Eervolle Vermelding in 1936. Van 1937-1941 werd hij gestationeerd bij de Jordaanse grens, ook daar kreeg hij twee Eervolle Vermeldingen.

### Tweede Wereldoorlog
Tijdens de oorlog diende hij in het Britse leger. Eerst in de Syrië-Libanon campagne, waar hij gewond raakte en het Military Cross kreeg.
In Noord-Afrika raakte hij opnieuw gewond toen zijn M3-M5 Stuart tank tijdens een gevecht op het vliegveld van Sidi Rezegh geraakt werd. Hiervoor ontving hij de Orde van Voorname Dienst (DSO). Hij werd naar Caïro gebracht om te herstellen.
In 1944 had Hackett het commando van 4de Britse parachutistenbrigade tijdens Operation Market Garden. Ze landden op 18 september 1944 op de Ginkelse Heide. Ook daar werd hij zwaargewond, ditmaal aan de maag. Hij werd opgenomen in het Elisabeths Gasthuis in Arnhem en overleefde dankzij operaties die werden verricht door Alexander Lipmann Kessel. Na tien dagen werd hij vandaar ontvoerd door verzetsman Piet Kruijff en dook hij onder. Hij werd vier maanden verzorgd door de familie De Nooij in Ede. Toen hij voldoende hersteld was, fietste hij op 30 januari 1945 samen met Johan Snoek door de sneeuw naar Sliedrecht. Met een vals persoonsbewijs werd hij als meneer Van Dalen door line-crossers via de Biesbosch naar bevrijd Nederland gebracht. Hij kwam op 5 februari in Lage Zwaluwe aan en was twee dagen later weer bij zijn vrouw.

### Na de oorlog
In 1947 ging Hackett naar Palestina. Hij had het commando van de grenstroepen die zich uit de regio moesten terugtrekken.
Na diverse promoties (1951 generaal-majoor, 1961 luitenant-generaal) werd hij chef generale staf, een baan waarbij hij het leger moest herorganiseren, hetgeen hem door velen niet in dank werd afgenomen. Toch werd hij in 1965 tot generaal benoemd. Hij werd commandant van het British Army of the Rhine tot 1968.

## Burger
Nadat hij met pensioen ging, was hij van 1968-1975 hoofd van het King's College in Londen. Sindsdien gaf hij lezingen en schreef hij boeken. John Hackett was de laatste levende generaal van de Slag om Arnhem. Hij overleed op 87-jarige leeftijd in zijn landhuis bij Cheltenham. Hij had negen maanden eerder een hartaanval gekregen, en was daar niet goed van hersteld. Zijn echtgenote leefde langer, hun dochter was al eerder overleden. Ze hadden ook twee meisjes geadopteerd.

## Militaire loopbaan
- Second Lieutenant: 2 september 1933[1]
  - Anciënniteit: 29 januari 1931
- Lieutenant: 29 januari 1934[1]
- Captain: 29 januari 1939[1]
- Waarnemend Major:
  - 1 januari 1941 - 31 maart 1941
- Tijdelijk Major:
  - 1 april 1941 - 16 december 1942
- Waarnemend Major: 17 december 1942
- Major: 1 juli 1946[1]
- Waarnemend Lieutenant-Colonel:
  - 17 september 1942 - 16 december 1942
- Tijdelijk Lieutenant-Colonel:
  - 17 december 1942 - 30 juni 1943
- Oorlogsduur Lieutenant-Colonel: 1 juli 1943[1]
- Waarnemend Colonel:
  - 1 januari 1943 - 30 juni 1943
- Tijdelijk Colonel:
  - 1 juli 1943 - 18 juni 1945
  - 18 maart 1946 - 21 november 1947
  - 16 januari 1948 - 4 november 1951
- Colonel: 5 november 1951[1]
- Waarnemend Brigadier:
  - 1 januari 1943 - 30 juni 1943
- Tijdelijk Brigadier:
  - 1 juli 1943 - 18 juni 1945
  - 1 januari 1947 - 5 september 1947
  - 22 november 1947 - 15 januari 1948
  - 1 maart 1952 - 23 maart 1956
- Brigadier: 24 september 1956[1]
- Tijdelijk  Major-General
  - 24 maart 1956 - 30 maart 1957
- Major-General: 31 maart 1957[1]
- Lieutenant-General: 18 juli 1961[1]
  - Anciënniteit: 11 april 1961
- Lokaal General:
  - 14 april 1966 - 17 oktober 1966
- General: 18 oktober 1966 (uitdiensttreding 1 oktober 1968)[1]

## Decoraties
- Ridder Grootkruis in de Orde van het Bad op 10 juni 1967
  - Ridder Commandeur in de Orde van het Bad op 2 juni 1962
  - Lid in de Orde van het Bad op 1 januari 1958
- Ridder Commandeur in de Orde van het Britse Rijk op 1 juni 1953
  - Lid in de Orde van het Britse Rijk in 1938
- Orde van Voorname Dienst (Verenigd Koninkrijk) op 13 augustus 1942
  - Gesp op 24 mei 1945
- Military Cross op 21 oktober 1941
- General Service Medal (1918)
- 1939-1945 Ster
- Afrika Ster
- Italië Ster
- Frankrijk en Duitsland Ster
- Defensiemedaille
- War Medal 1939-1945
- Herinneringsmedaille ter gelegenheid van de kroning van H.M. Koningin Elizabeth II van Groot-Brittannië in 1953
- Hij werd meerdere malen genoemd in de Dagorders. Dat gebeurde op:
  - 23 juli 1937[1]
  - 1937/41[1]
  - 1937/41[1]
  - 24 augustus 1944[1]
  - 20 september 1945[1]
  - 7 januari 1949[1]